# Per Cornell
Per Elias Cornell, född 30 maj 1962 i Älvsborgs församling, Göteborgs och Bohus län, är professor i arkeologi vid Göteborgs universitet, Institutionen för historiska studier.
Per Cornell tillhör släkten Cornell. Han är son till arkitekturhistorikern Elias Cornell och förskolläraren Kirsti  Birkeland, bror till ekonomhistorikern Lasse Cornell samt barnbarn till konsthistorikerna Henrik Cornell och Ingegerd Henschen och matematikern Richard Birkeland.